# Multinationella styrkan i Irak

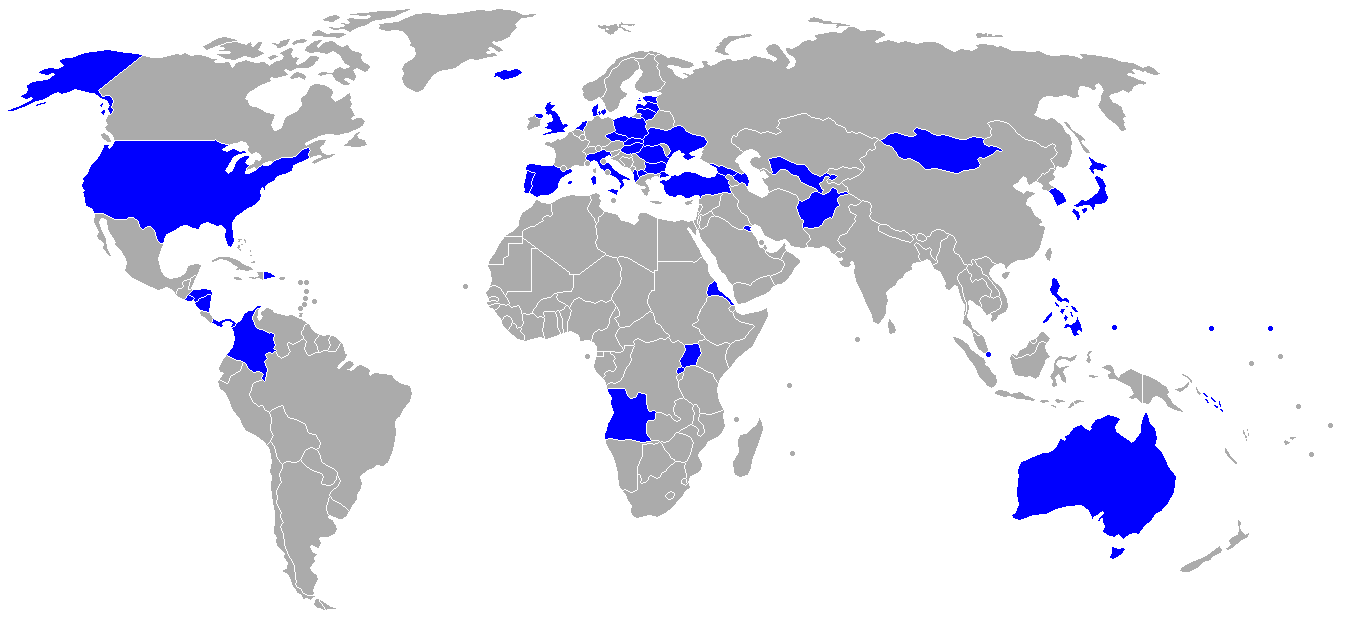
De blå länderna ingick i den multinationella styrkan

Multinationella styrkan i Irak är de styrkor som leddes av USA i kriget mot Irak som inleddes 2003. De länder som ingick i denna koalition benämnes kortvarigt "de villigas koalition" (Coalition of the Willing). Koalitionen bestod av USA:s allierade i olika världsdelar, bland annat Australien, Japan och en majoritet av EU:s nuvarande medlemmar (15 av 28).

## Medlemsländer
Länder som ingick i den multinationella styrkan var:
- Afghanistan
- Albanien
- Australien
- Azerbajdzjan
- Bulgarien
- Colombia
- Danmark
- El Salvador
- Eritrea
- Estland
- Etiopien
- Filippinerna
- Georgien
- Italien
- Japan
- Lettland
- Litauen
- Makedonien
- Nederländerna
- Nicaragua
- Polen
- Palau
- Portugal
- Rumänien
- Slovakien
- Somalia
- Spanien
- Storbritannien
- Sydkorea
- Tjeckien
- Turkiet
- Ukraina
- Ungern
- USA
- Uzbekistan